# Messier 69
Messier 69 (também conhecida como M69 ou NGC 6637) é um aglomerado globular localizado na constelação de Sagittarius. Foi descoberto por Charles Messier em 31 de agosto de 1780, na mesma noite em que ele descobriu a M70.
M69 está a uma distância de cerca de 29,700 anos-luz da Terra e tem um raio espacial de 42 anos-luz. Trata-se de um vizinho próximo do aglomerado globular M70, 1.800 anos-luz separam os dois objetos, e ambos os pólos estão localizados perto do centro galáctico. É um dos aglomerados globulares com miores índices de metalicidade.

## Descoberta e visualização

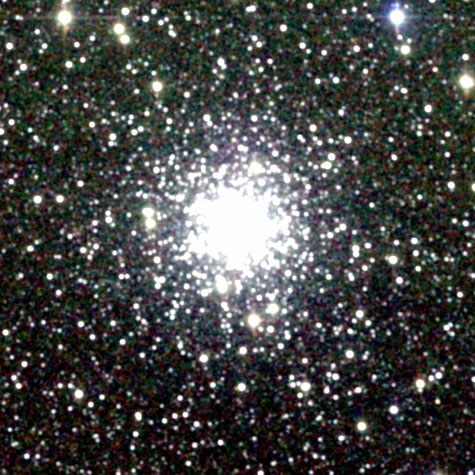
Messier 69, projeto 2MASS

O aglomerado globular foi descoberto pelo astrônomo francês Charles Messier, que o adicionou em seu catálogo em 31 de agosto de 1780, juntamente com Messier 70. A descoberta aconteceu quando ele buscava por uma nebulosa descrita por Nicolas Louis de Lacaille que Messier já tinha tentado encontrar em vão em 1764.
Assim que identificou M69, o astrônomo francês atribuiu o objeto à nebulosa Lac I.11 de Lacaille, embora fosse um erro: M69 é significativamente mais fraco do que qualquer outro objeto descoberto por Lacaille e provavelmente não seria visto por ele em seu telescópio de 0,5 polegadas de abertura. Além disso, as posições dadas por Messier e Lacaille divergem em mais de um grau, e na posição indicada por Lacaille existe um asterismo de três estrelas que poderiam ser confundidas com nebulosas pelos seus instrumentos modestos.
É um dos mais fracos aglomerados globulares do catálogo de Messier. Pode ser visto como uma "mancha nebulosa" em binóculos e resolvida em telescópios amadores. Entretanto, devido a sua localização austral, é um objeto difícil de ser visto por observadores do hemisfério Norte.

## Características
Tem um diâmetro aparente de apenas 9,8 minutos de arco, percebida em astrofotografias de longa exposição, correspondendo a um diâmetro real de 85 anos-luz, considerando sua distância em relação à Terra de 29 700 anos-luz. Seu diâmetro aparente diminui para 7,1 minutos em astrofotografias típicas, e para 3 minutos visualmente.
Está bastante próximo do núcleo da Via-Láctea, a cerca de 6 200 anos-luz, e seu raio de influência gravitacional também é menor comparado a outros aglomerados globulares, 72 anos-luz. Apresenta uma densidade média razoável, o que garante ao sistema a classe V quanto à densidade. Seu núcleo tem um diâmetro de apenas 6 anos-luz e se raio de massa média (o raio no qual está contido metade da massa do aglomerado, a partir de seu núcleo) é de 7,2 anos-luz.
Pertence à classe espectral integrada G2 ou G3 e seu índice de cor B-V é igual a 1,01. É um dos aglomerados globulares que apresentam um elevado grau de metalicidade, ou seja, apresenta elementos mais pesados que hélio. Está fisicamente próximo ao aglomerado Messier 70: a diferença das distâncias dos aglomerados em relação à Terra é de apenas 300 anos-luz e estão separados por 1 800 anos-luz. É pobre em estrelas variáveis, apenas 8, sendo duas variáveis Mira, com períodos de aproximadamente 200 dias.